# Louky u Budenína
Přírodní památka Louky u Budenína  je chráněné území nalézající se nedaleko vsí Budenín a Otradovice, náležících k městu Votice v okrese Benešov. Bylo vyhlášeno dne 14. května 2018 na rozloze 28,0773 hektaru. Ochranné pásmo stanovené ze zákona zaujímá plochu 25,5652 hektaru. Předmětem ochrany jsou luční stanoviště, představující reprezentativní ukázku ovsíkových, bezkolencových a pcháčových luk. Reprezentují celkem čtyři přírodní stanoviště: 6230 – druhově bohaté smilkové louky na silikátových podložích v horských oblastech, 6410 – bezkolencové louky na vápnitých, rašelinných nebo hlinito-jílovitých půdách (Molinion caeruleae), 6430 – vlhkomilná vysokobylinná lemová společenstva nížin a horského až alpínského stupně a 6510 – extenzivní sečené louky nížin až podhůří. Oblast leží na území přírodního parku Džbány-Žebrák a od roku 2009, respektive 2013 je zároveň chráněna i jako evropsky významná lokalita Natura 2000 pod kódovým číslem CZ0210058.